# Vladko Dobrovodský
Vlado (Vladko) Dobrovodský (* 12. května 1978 Brno) je první vítěz první české reality show VyVolení. Vyhrál finále této soutěže 11. prosince 2005 se ziskem 630 506 hlasů. Ve vile pod neustálým dohledem kamer strávil 114 dní. Za vítězství v soutěži obdržel ceny za 11 milionů korun. Před soutěží pracoval jako kuchař v Motolské nemocnici. Jeho nyní již bývalý partner Robert Votruba o něm napsal knihu Můj život s Vladkem, vyšla v roce 2005. Po účasti v soutěži žil ve španělské Valencii a snažil se o hereckou kariéru. 
Soutěže se účastnil opět od srpna 2013, kdy nastoupil do 4. série Vyvolených. Televizní soutěž trvající déle než tři měsíce pak v listopadu 2013 znovu vyhrál, přičemž odměna za vítězství byla tentokrát 5 milionů korun.